# Gare d'Agonac
La gare d'Agonac est une gare ferroviaire française de la ligne de Limoges-Bénédictins à Périgueux, située sur le territoire de la commune d'Agonac dans le département de la Dordogne en région Nouvelle-Aquitaine.
C'est une halte de la Société nationale des chemins de fer français (SNCF), du réseau TER Nouvelle-Aquitaine, desservie par des trains express régionaux.

## Situation ferroviaire
Établie à 123 m d'altitude, la gare d'Agonac est située au point kilométrique (PK) 484,428 de la ligne de Limoges-Bénédictins à Périgueux entre les gares ouvertes de Négrondes et de Château-l'Évêque.
Elle comporte une voie d'évitement qui permet le croisement des trains sur la voie unique ainsi qu'une voie de service en impasse côté Périgueux.

## Histoire
La recette annuelle de la gare d'« Agonac » est de 59 535 francs en 1876, de 66 203 francs en 1881; de 62 366 francs en 1882. et 56 270 francs en 1886.

## Fréquentation
La fréquentation de la gare est détaillée dans le tableau ci-dessous :
| 2015  | 2016  | 2017  | 2018  | 2019  | 2020  | 2021  | 2022  | 2023  |
| ----- | ----- | ----- | ----- | ----- | ----- | ----- | ----- | ----- |
| 1 127 | 1 134 | 1 583 | 1 492 | 2 538 | 3 271 | 4 119 | 6 468 | 9 537 |

## Service des voyageurs

### Accueil
Halte SNCF ; c'est un point d'arrêt non géré (PANG), équipé de deux quais avec abris : le quai de la voie E d'une longueur de 93 m, et le quai de la voie D de 117 m.

### Desserte

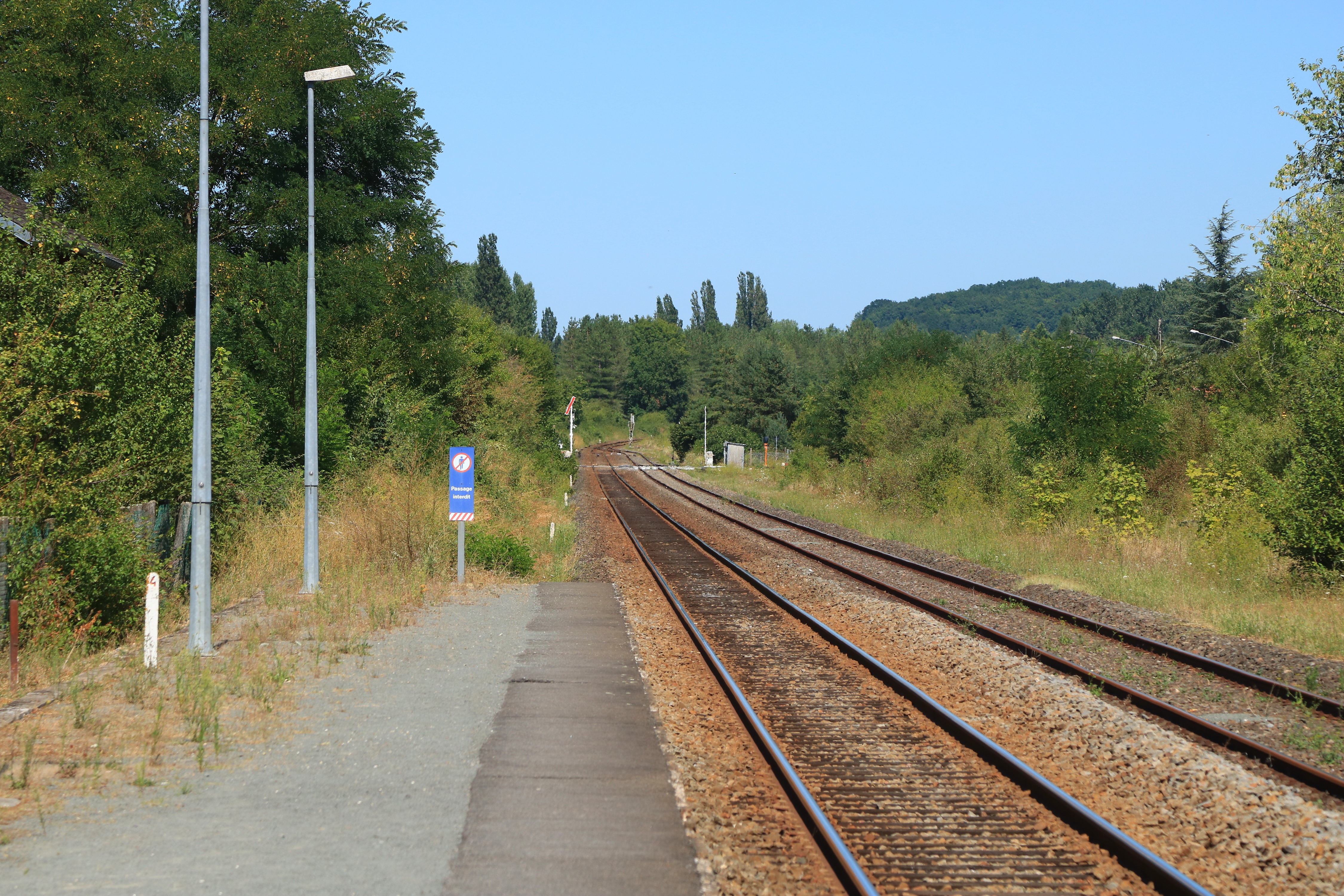
Vue des voies en direction de Limoges.

Agonac est desservie par les trains TER Nouvelle-Aquitaine qui effectuent des missions entre Bordeaux-Saint-Jean, ou Périgueux, et Limoges-Bénédictins.

### Intermodalité
Il y a un parking spécialement aménagé à côté de la gare

## Service des marchandises
La gare est fermée au service du fret.

## Les bassins
À moins de 150 mètres au nord-ouest de la gare d'Agonac se situent deux bassins circulaires. Le plus grand, d'environ 28 mètres de diamètre, est alimenté par la Beauronne toute proche. Un plus petit, d'environ 8,50 mètres de diamètre, est alimenté par pompage depuis le grand bassin. Avant l'arrivée des locomotives Diesel, des conduites acheminaient l'eau dans des grandes cuves situées à la gare pour alimenter les locomotives à vapeur.

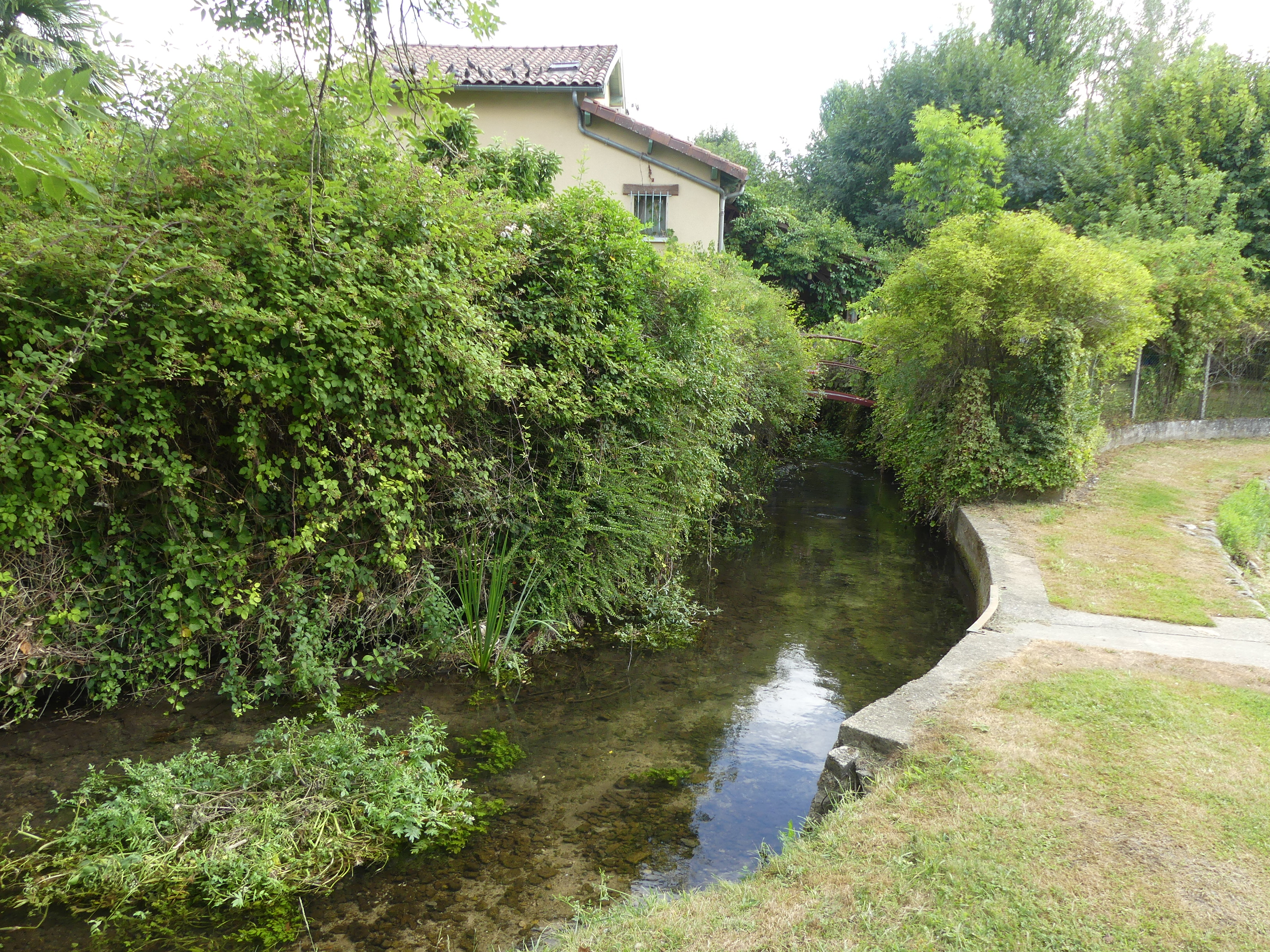
Prise d'eau sur la Beauronne vers le grand bassin (conduit situé sous la zone cimentée, à droite).
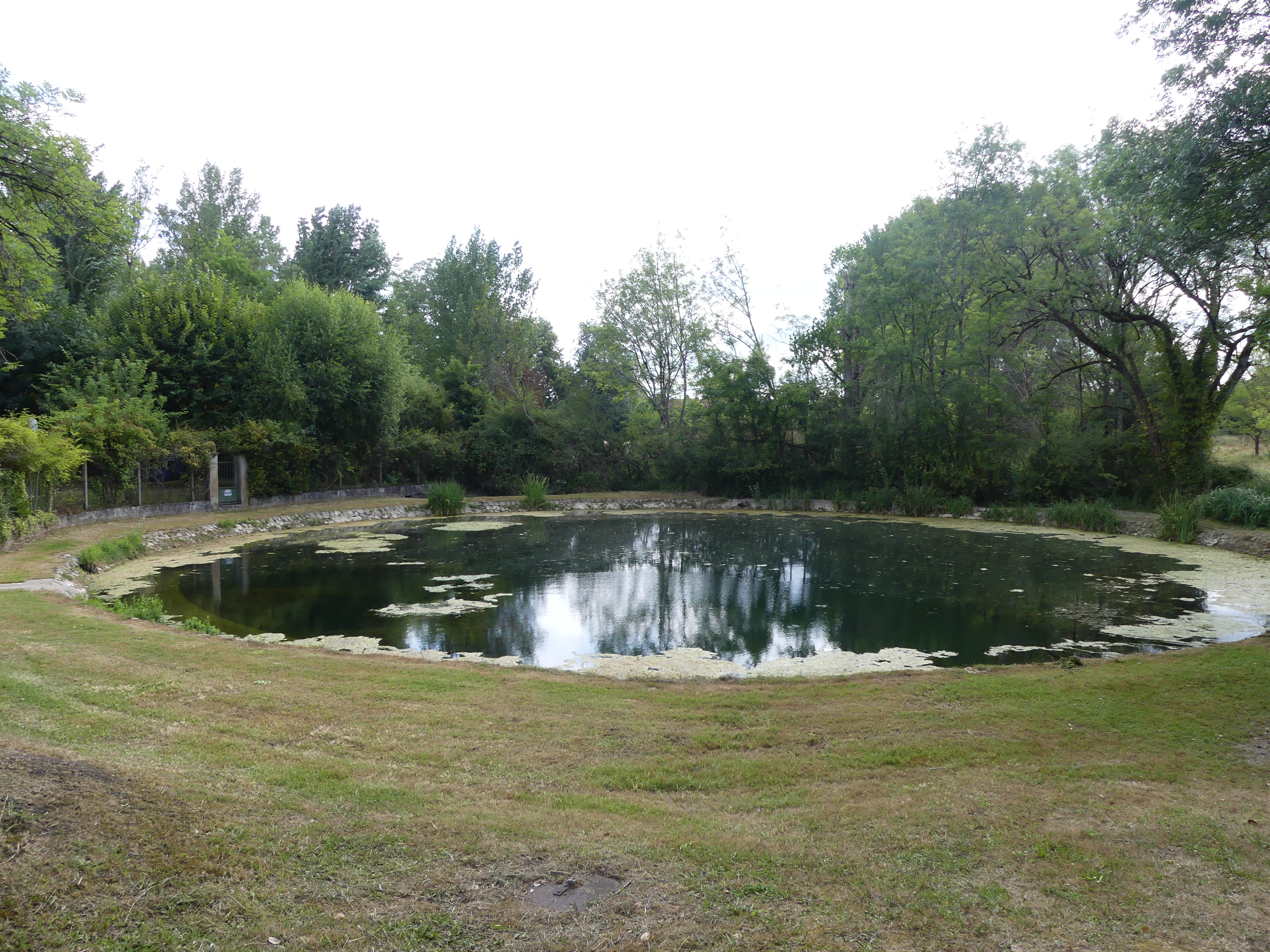
Le grand bassin.
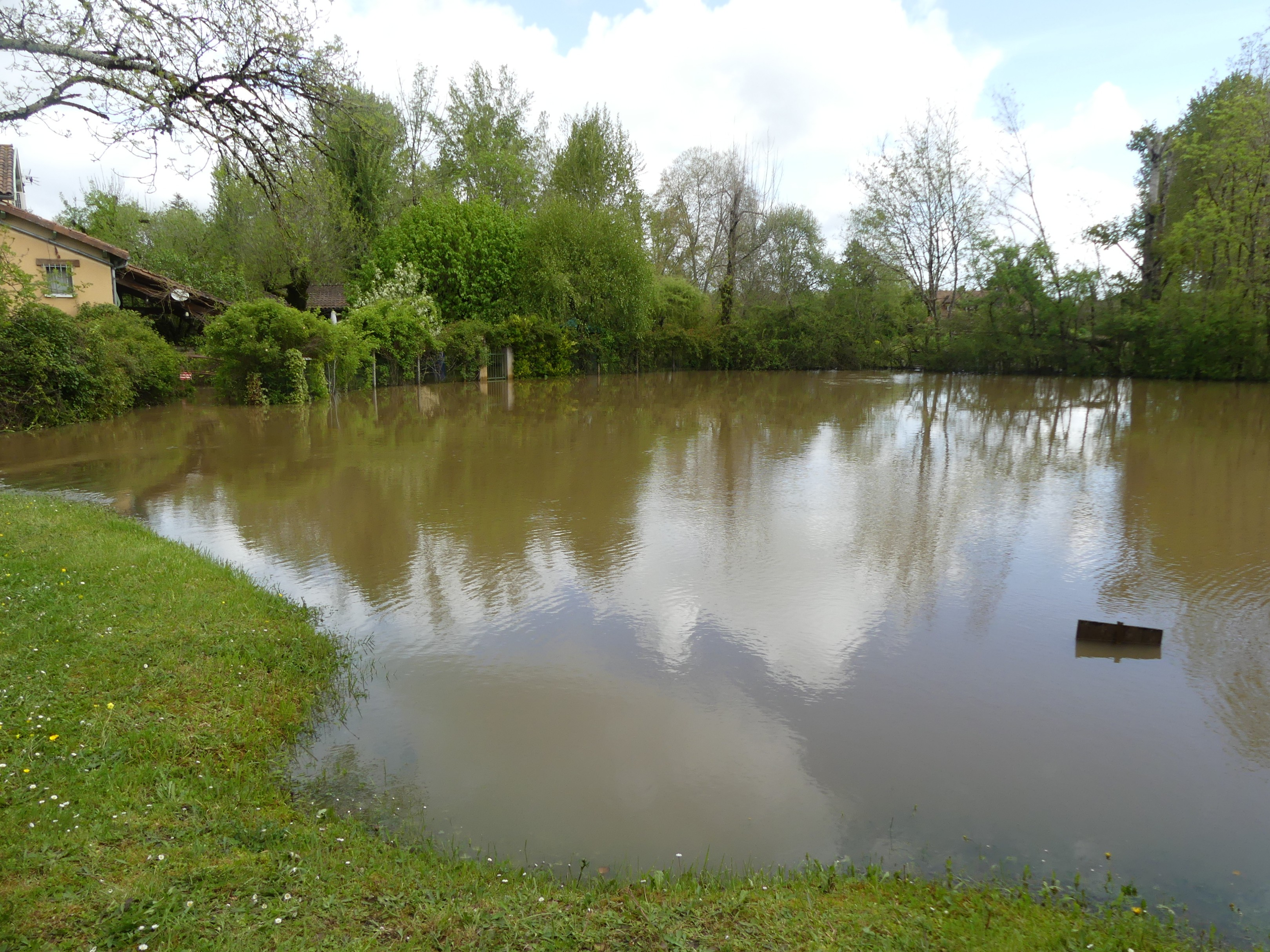
Idem, en période de crue.
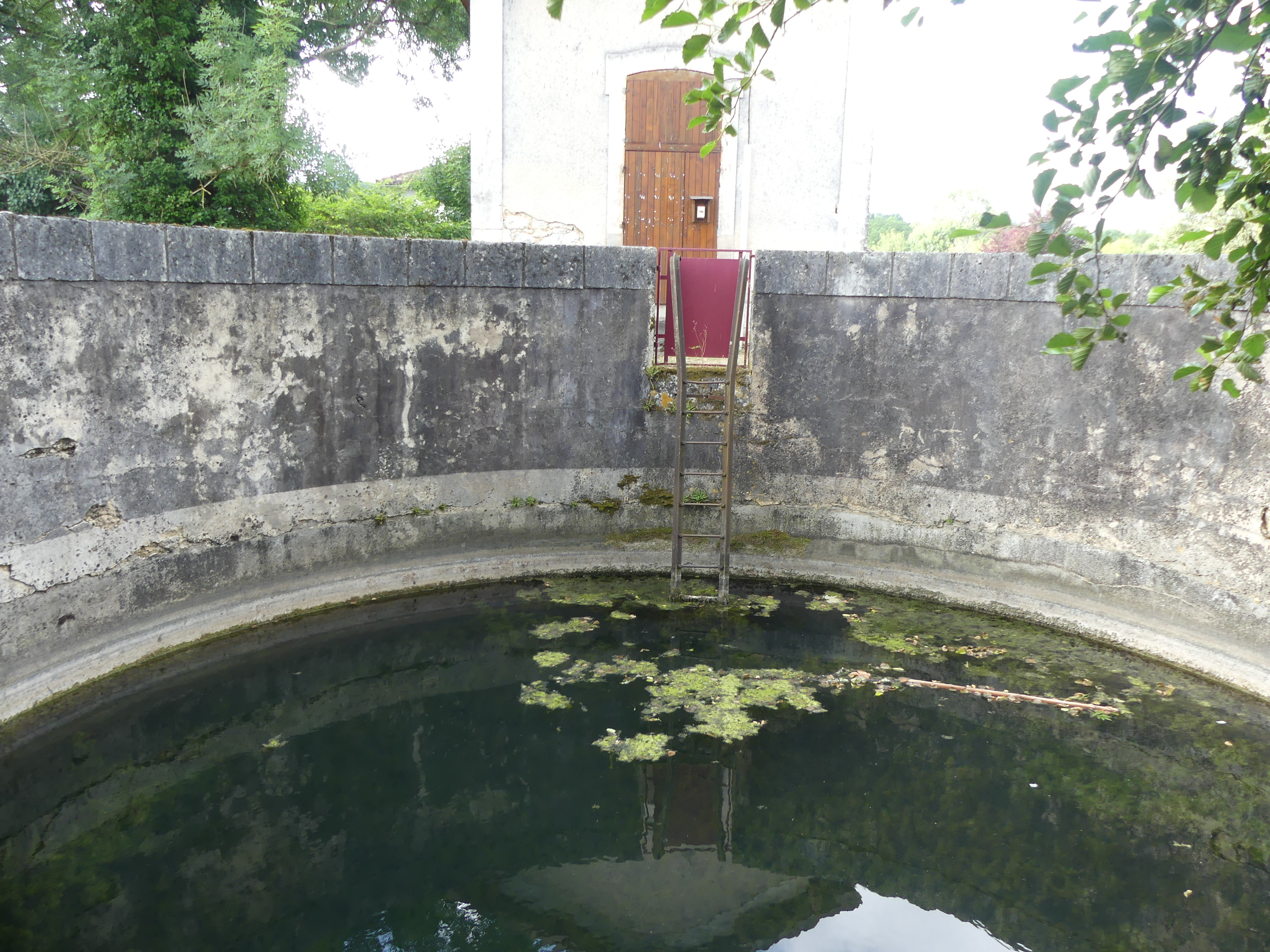
Le petit bassin.
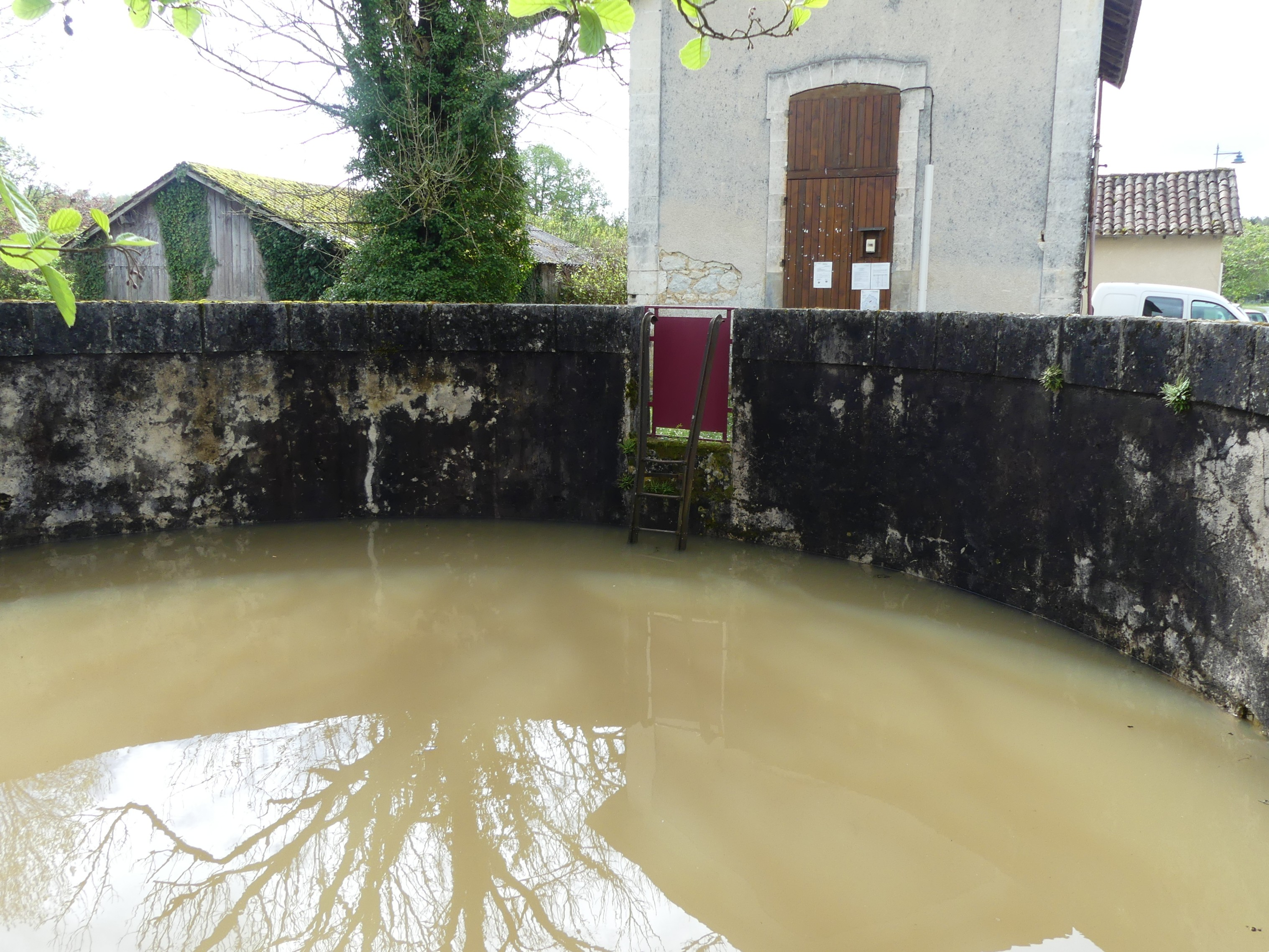
Idem, en période de crue.
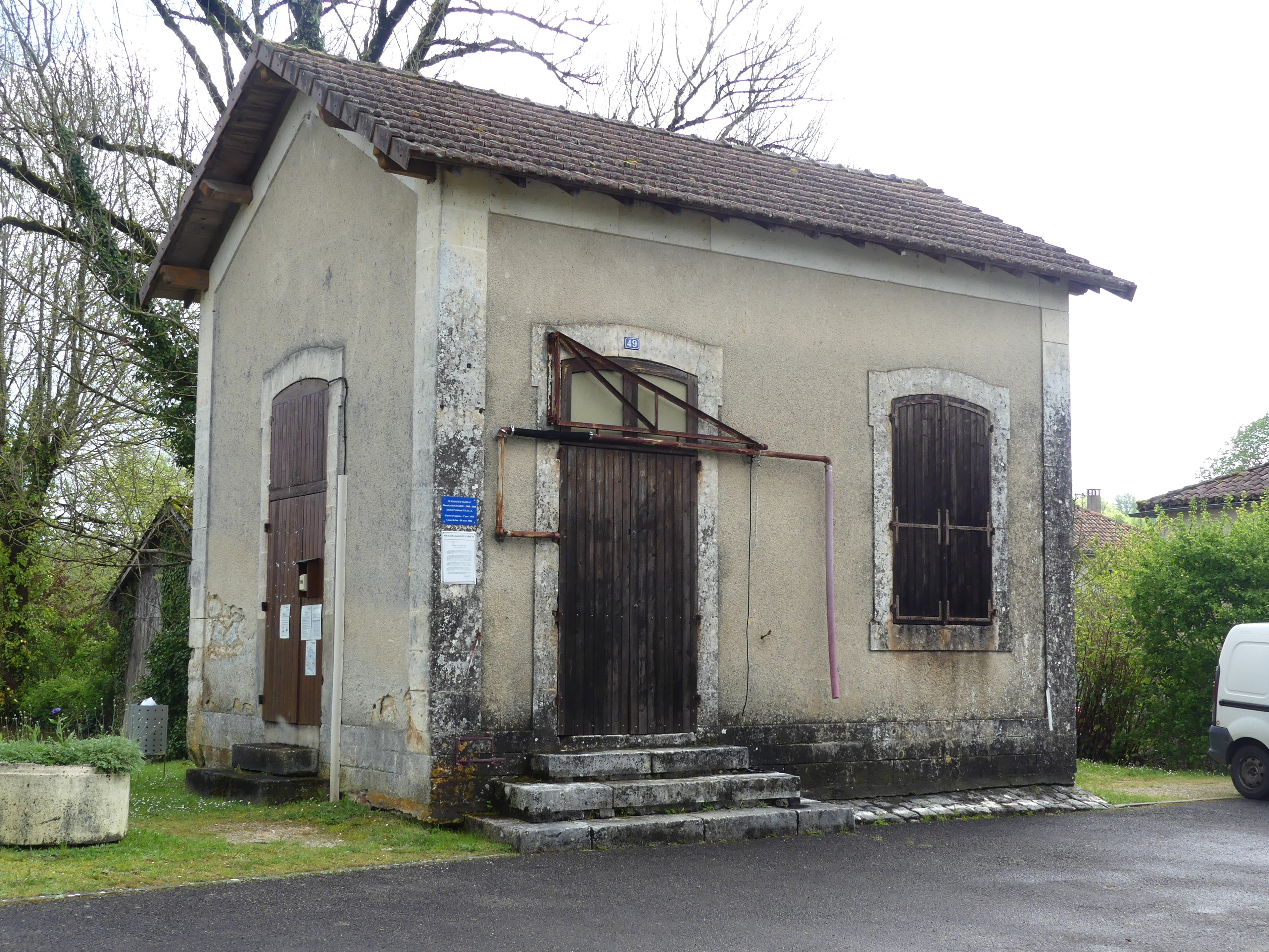
La maison du bassin.